# Glandulopolymorphina
Glandulopolymorphina es un género de foraminífero bentónico de estatus incierto, aunque considerado un sinónimo posterior de Globulina o de Polymorphina de la subfamilia Polymorphininae, de la familia Polymorphinidae, de la superfamilia Polymorphinoidea, del suborden Lagenina y del orden Lagenida. Su especie-tipo era Polymorphina burdigalensis. Su rango cronoestratigráfico abarca desde el Mioceno hasta la Actualidad.

## Discusión
Clasificaciones previas incluían Glandulopolymorphina en la superfamilia Nodosarioidea.

## Clasificación
Glandulopolymorphina incluía a la siguiente especie:
- Glandulopolymorphina burdigalensis